# Lacòlit

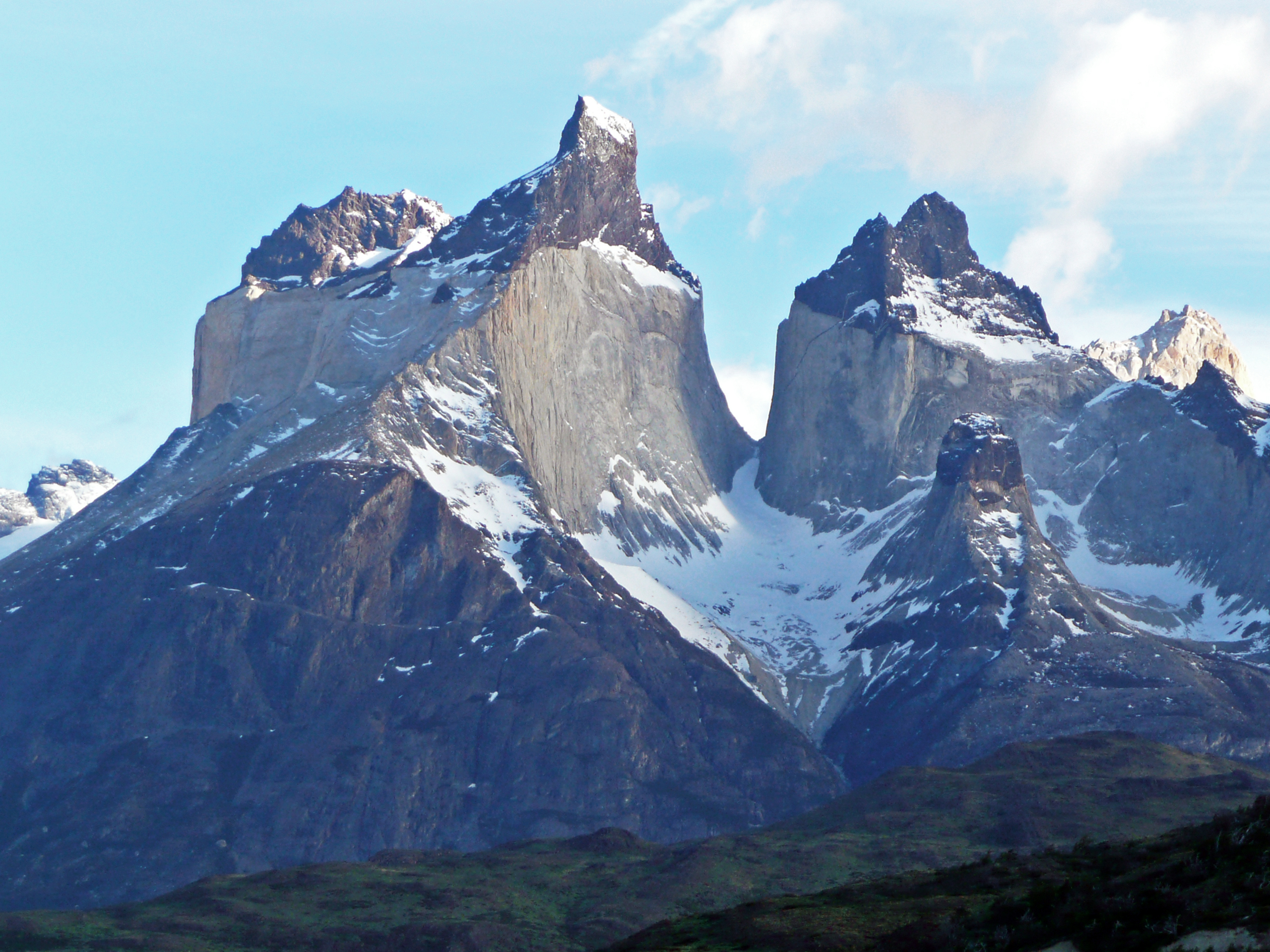
Els Cuernos del Paine al Parc Nacional Torres del Paine, a la serralada dels Andes, Xile. Exemple de roques sedimentàries del Cretaci amb la intrusió d'un lacòlit granític del Miocè

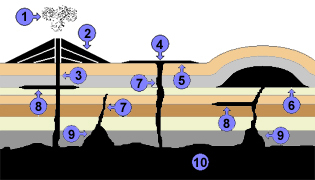
Esquema de les estructures ígnies: (1) = columna d'erupció (2) = con volcànic (con piroclàstic, estratovolcà, etc.) (3) = alimentador (dic) (4) = cràter d'explosió (volcànic) (5) = anell de toba (6) = lacòlit / criptodoma (7) = diatrema (8) = ampit (9) = cambra de magma (10) = dipòsit de magma

Un lacòlit és una formació rocosa de roca intrusiva que sorgeix d'una massa batolítica inferior. Els lacòlits tenen formes variades però normalment es presenten en bosses o paquets horitzontals, seguint els plans de sedimentació de les roques que travessen. El contorn del lacòlit és convex amb una forma arquejada en la part superior per la pressió de la roca intrusiva.
Un lacòlit té, normalment, una forma lenticular. Les dimensions són inferiors a 10 km de diàmetre i el seu gruix pot arribar a alguns centenars de metres. Té la base plana i un sostre convex al capdamunt. Es forma en concordança amb una sèrie sedimentària o massís concordant o capa filó.Durant la formació, la intrusió magmàtica no arriba a la superfície del sòl, però s'hi manté a prop. La intrusió pot originar diferents branques i adoptar formes diverses.

## Exemples
Torres del Paine
La cambra de magma plena i solidificada de les Torres del Paine (Patagònia) és un dels conjunts lacolítics millor exposats, construït de manera creixent per intrusions de magma horitzontal granític i màfic. Les intrusions de làmines horitzontals també eren alimentades per altres intrusions verticals.
Henry Mountains

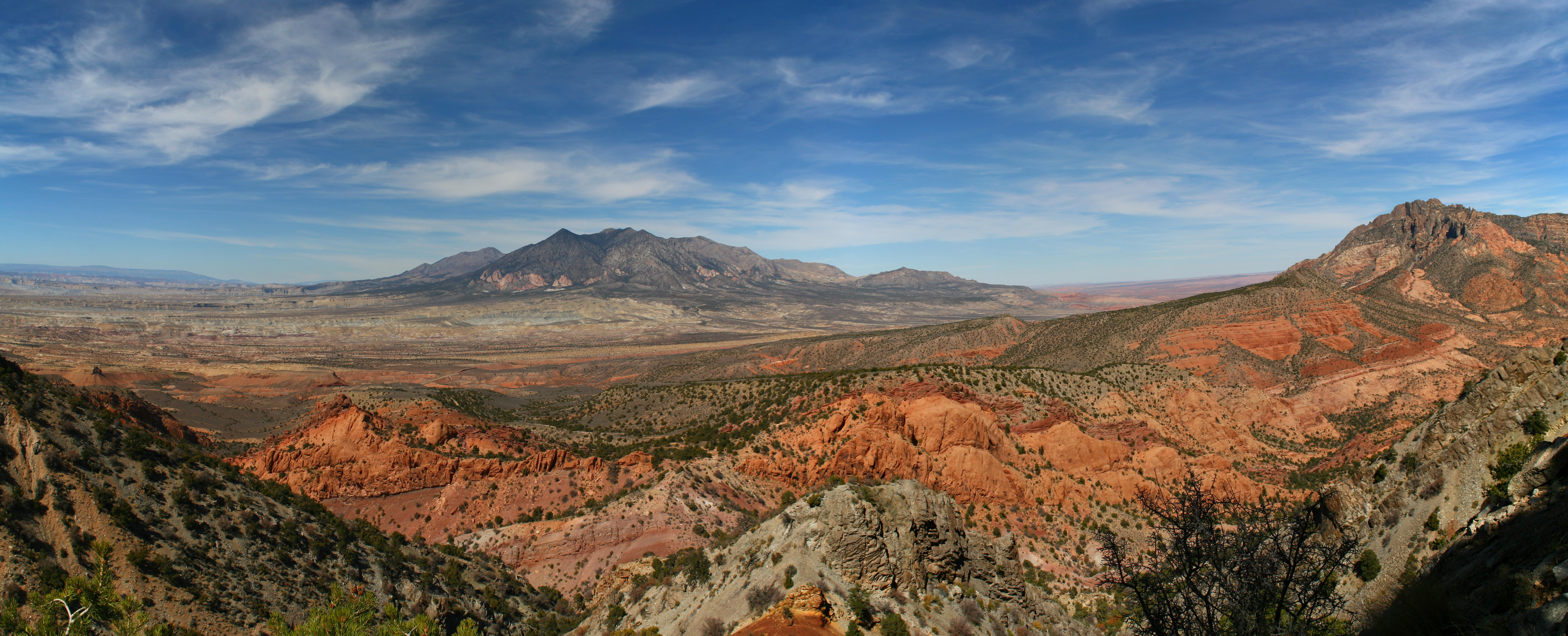
El Mount Hillers al centre de les Henry Mountains, Utah.

Un dels llocs més coneguts per a l'observació són les Henry Mountains a Utah.A nivells poc profunds, el procés té una major eficiència i el magma produeix l'aixecament del sostre verticalment i cap a amunt.